# Paul Durand (Komponist)
Paul Jules Durand (* 28. Januar 1907 in Sète, Hérault; † 25. Januar 1977 in Louveciennes, Yvelines) war ein französischer Komponist und Arrangeur. Einen Namen machte er sich vor allem als Musikkomponist von Film- und Fernseh-Produktionen. Darunter für Filme wie das Kriminaldrama Die fünfte Kolonne oder das Musical Casino de Paris.

## Leben und Karriere
Der 1907 in Sète im Département Hérault geborene Paul Jules Durand war der Sohn des Handelsreisenden Joseph Durand und seiner Frau Marguerite Françoise Jalby. Durand studierte Klavier am Conservatoire Nationale de Musique in Montpellier. Zuerst war er an der französischen Riviera von 1924 bis 1936 als Kirchenorganist und Dirigent eines Casino-Orchesters tätig, bevor er 1938 nach Paris ging, um dort als Pianist in verschiedenen Kabaretts zu arbeiten. Darüber hinaus trat er als Dirigent des Orchesters des Casino de Paris in Erscheinung. Paul Durand produzierte in seiner Laufbahn zahlreiche Radio-Unterhaltungsprogramme und machte sich als Komponist für Operetten und Filmmusik einen Namen.
1943 komponierte er seine erste Filmmusik für das Leinwanddrama Donne-moi tes yeux von Schauspieler und Regisseur Sacha Guitry. Es folgten in den 1940er Jahren weitere Filmarbeiten wie die Partitur für Albert Valentins Filmkomödie La vie de plaisir oder 1948 für Jean Loubignacs Filmproduktion Le voleur se porte bien. 1949 schrieb Durand den Score für das Kriminaldrama Skandal auf den Champs-Elysees für Regisseur Roger Blanc. In den 1950er Jahren entstanden musikalische Werke wie Die Dame vom Maxim für Regisseur Marcel Aboulker, danach Verbotene Frucht mit Fernandel in der Hauptrolle, ferner für Georges Combrets Filmdrama Rasputin mit Pierre Brasseur, für Sheldon Reynolds Spionagethriller Die fünfte Kolonne mit Robert Mitchum, Geneviève Page und Ingrid Thulin, des Weiteren für André Hunebelles Musical Casino de Paris mit Gilbert Bécaud, Caterina Valente und Vittorio De Sica, sowie für die Filmkomödie Ich und die Kuh von Regisseur Henri Verneuil. Seine letzte Komposition für einen Kinofilm schrieb er 1962 für Regisseur und Drehbuchautor Maurice Labro.
Neben der Arbeit für den Film komponierte er seit 1951 auch für Episoden von Fernsehserien und Fernsehfilmen die Musik. Durand war seit 1929 mit Mireille Émilie Frainaud verheiratet. Er verstarb am 25. Januar 1977 nur wenige Tage vor seinem 70. Geburtstag.

## Filmografie (Auswahl)

### Filme
- 1943: Donne-moi tes yeux
- 1944: La vie de plaisir
- 1948: Le voleur se porte bien
- 1949: Skandal auf den Champs-Elysees (Scandale aux Champs-Élysées)
- 1950: Die Dame vom Maxim (La dame de chez Maxim)
- 1951: Pas de vacances pour Monsieur le Maire
- 1952: Verbotene Frucht (Le fruit défendu)
- 1953: Deux de l'escadrille
- 1954: Piédalu député
- 1954: Rasputin (Raspoutine)
- 1954: Leguignon guérisseur
- 1954: The Contessa's Secret
- 1955: Mademoiselle from Paris
- 1955: On déménage le colonel
- 1956: Toute la ville accuse
- 1956: Die fünfte Kolonne (Foreign Intrigue)
- 1956: Paris, Palace Hôtel
- 1957: Le colonel est de la revue
- 1957: Casino de Paris
- 1957: Une manche et la belle
- 1959: Ich und die Kuh (La vache et le prisonnier)
- 1960: Le Saint mène la danse
- 1960: Les vieux de la vieille
- 1960: Eine süße Katastrophe (Ravissante)
- 1961: Un soir sur la plage
- 1962: Le captif

### Fernsehen
- 1951–1954: Foreign Intrigue (Fernsehserie, 14 Episoden)
- 1954–1955: Sherlock Holmes (Fernsehserie, 39 Episoden)
- 1960: Bethléem de Provence (Fernsehfilm)

### Kurz- oder Dokumentarfilme
- 1946: Nuits de Paris (Dokumentarkurzfilm)
- 1947: Escale au soleil (Dokumentarkurzfilm)
- 1950: Pipe chien (Kurzfilm)
- 1950: Les chansons s'envolent (Dokumentarkurzfilm)
- 1950: La légende de Terre-Blanche (Kurzfilm)